# Torre de Mollet
La Torre de Mollet és una torre de Benifallet (Baix Ebre) inclosa a l'Inventari del Patrimoni Arquitectònic de Catalunya.

## Descripció
Aquesta torre està formada per dos cossos: el primer i més pròxim a la riba del riu és de planta el·lipsoïdal i la seva part central és una obertura o pou on devia estar emplaçada la roda de la sínia que, amb els catúfols, muntaven l'aigua del riu. En l'actualitat hi ha instal·lat un motor per a pujar-la. Adossada a aquesta primera torre es troba una altra, de més alçada, planta circular, feta també amb pedres i morter, i amb una escala de caragol interior que ens condueix a una espècie de mirador, que és la part superior de la primera torre i fins a un dipòsit d'aigua situat a dalt de tot de la torre circular.
Ambdues torres estan arrebossades i presenten senyals d'haver rebut impactes de bala, probablement de l'època de la Guerra Civil.
A l'exterior de l'estructura hi ha indicis, per l'aspecte del sòl i per les restes d'un eix central, que allí estava emplaçat l'engranatge que impulsat pel "mulo" movien la sínia.